# 衡山刺足蛛
衡山刺足蛛（学名：Phrurolithus hengshan）为光盔蛛科刺足蛛属的动物。在中国大陆，分布于湖南等地。该物种的模式产地在湖南。